# Spirostreptus sebastianus
Spirostreptus sebastianus är en mångfotingart som beskrevs av Henri W. Brölemann 1902. Spirostreptus sebastianus ingår i släktet Spirostreptus och familjen Spirostreptidae. Inga underarter finns listade i Catalogue of Life.